# Peter Barlach
Peter Bruno Björnson Barlach, född 9 februari 1968 i Nacka, är en svensk vissångare, TV-programledare, författare och dramatiker.
Barlach var med och bildade musikerkooperativet Branschen och har skrivit tre ungdomsböcker om John: Inte bara tennis (2007), Dubbelfel (2008) och Fifteen Love (2011). Han har missbrukat alkohol och tabletter.
Barlach har skrivit manus till berättarrösten i matlagningsprogrammet Halv åtta hos mig på TV4.
Barlach, som är uppvuxen i Nacka och bor i Lidingö, är gift med Jonna Nordenskiöld. Han är son till författaren Björn Barlach och sufflören Birgitta Barlach, född Hagelin. Modern avled i en bilolycka 1980, när Peter Barlach var elva år gammal. I en radiodokumentär från 2023, Pojken, kraschen och flickan i baksätet, beskrev Barlach hur han bearbetat händelsen.

## Teater
- "Havredrömmar"
- "Snäckor"
- "Flickan på Henriksdalsberget"
- "Två tennisskor"
- "Heliga familjen" Klara soppteater, Stockholm.

## Musik
- Heliga familjen CD-skiva.

## Film
- "Grannsamverkan" , kortfilm, 2004
- "Två tennisskor", novellfilm, som Rädda Barnen, Röda Korset och BRIS ska använda i sin utbildning av personal, som möter barn i sorg.